# Tramwaje w Iwanowie
Tramwaje w Iwanowie − zlikwidowany system komunikacji tramwajowej w rosyjskim mieście Iwanowo działający w latach 1934–2008. 

## Historia
Pierwsze plany budowy tramwajów Iwanowie pochodzą z 1875, następne z lat 90. XIX w. Budowa pierwszej linii rozpoczęła się w maju 1934 na trasie вокзал – меланжевый комбинат o długości 19 km. Tramwaje uruchomiono 6 listopada 1934. 17 listopada otwarto drugą linę вокзал – 1-й Рабочий поселок. Pod koniec 1935 długość tras tramwajowych osiągnęła 27,2 km. W 1936 rozpoczęto budowę zajezdni tramwajowej w pobliżu dworca kolejowego, budowa miała trwać dwa lata. W czasie II wojny światowej stan infrastruktury znacznie się pogorszył. W latach 1946–1947 wybudowano odcinek od placu Генкиной do ul. Ф Энгельса. W 1999 pojawiła się propozycja zlikwidowania linii w ul. Энгельса. 2 czerwca 2008 zlikwidowano ostatnią linę tramwajową w Iwanowie. 

## Tabor
W 1934 zakupiono 25 tramwajów. W 1935 było 35 wagonów. Po II wojnie światowej do 1947 wyremontowano cały posiadany tabor. Od 1952 rozpoczęto dostawy nowych tramwajów z UKWZ typów KTM/KTP-1 i KTM/KTP-2. Ostatnim eksploatowanym typem tramwajów były to wagony typu KTM-5 oraz kilka wagonów KTM-8K. Po zamknięciu sieci większość wagonów KTM-5 zezłomowano, a kilka trafiło do Dzierżyńska. Natomiast tramwaje KTM-8K wszystkie zezłomowano. 